# Bajnai Gordon
Bajnai Gordon György (phát âm là [bɒjnɒi ɡordon], sinh ngày 5 tháng 3 năm 1968, Szeged) là Thủ tướng thứ 7 Chính phủ Hungary 2009-2010. Trong tháng 3 năm 2009, sau khi công bố của Thủ tướng Chính phủ lúc đó Ferenc Gyurcsány, Bộ trưởng Ferenc Gyurcsány của Bajnai đã được đề cử bởi đảng cầm quyền MSZP trở thành thủ tướng tiếp theo của Hungary. Bajnai đã trở thành thủ tướng khi Quốc hội đã thông qua một cuộc bỏ phiếu bất tín nhiệm chống lại Ferenc Gyurcsány ngày 14 tháng 4 năm 2009.

## Học tập
Bajnai lớn lên ở Baja, Hungary. Ông tốt nghiệp từ các trường Đại học Khoa học kinh tế Budapest (nay là Đại học Corvinus) ngành quan hệ quốc tế vào năm 1991. Đối với hoạt động công cộng và chuyên nghiệp của mình, ông đã được tưởng thưởng giải thưởng Universitate Pro.
Bajnai đã không phải là một lãnh đạo KISZ (Kommunista Ifjúsági Szövetség), giống như Gyurcsány (là Phó Chủ tịch của tổ chức thanh niên cộng sản vào năm 1989), nhưng ông hoạt động trong thanh niên-chính trị. Trong năm 1987, Bajnai đã tổ chức một cuộc tẩy chay của căng-tin của trường Đại học Kinh tế, và là chủ tịch của Hội đồng sinh viên độc lập. Ông cũng là người đứng đầu của Cục Lịch sử Studium Generale, nghiên cứu Dự bị trường Cao đẳng.